# Howard Martin Temin
Howard Martin Temin (10. prosince 1934, Filadelfie, Pensylvánie, USA – 9. února 1994, Madison, Wisconsin, USA) byl americký virolog a genetik, nositel Nobelovy ceny za fyziologii a lékařství za rok 1975 za objevy týkající se interakce mezi nádorovými viry a genetickým materiálem buňky. Spolu s ním ocenění získali Renato Dulbecco a David Baltimore. Všichni tři výzkumníci, kteří pracovali nezávisle na sobě, získali cenu za přínos k poznání, že rakovina je způsobena genetickou změnou normálních buněk. Baltimore a Temin navázali na Dulbeccův objev, že RNA viry mohou měnit DNA infikovaného hostitele, a nezávisle na sobě objevili enzym reverzní transkriptázu, který přepisuje RNA na DNA a přispěl k pochopení úlohy virů při vzniku rakoviny. Objev reverzní transkriptázy je jedním z nejdůležitějších objevů moderní medicíny, protože reverzní transkriptáza je ústředním enzymem u lidských onemocnění jako hepatitida B a AIDS. Reverzní transkriptáza je také součástí některých důležitých technik molekulární biologie a diagnostické medicíny, jako je polymerázová řetězová reakce (PCR).
Temin se už na střední škole zajímal o biologii. V roce 1955 získal bakalářský titul z biologie na Swarthmore College a v roce 1959 doktorát na Kalifornském technologickém institutu. Zde během postdoktorandského výzkumu zformuloval svou provirovou teorii o tom, že genetická informace může být přenesena z RNA viru do DNA hostitelské buňky. V následujícím roce se stal odborným asistentem na Wisconsinské univerzitě v Madisonu v McArdleově laboratoři pro výzkum rakoviny a v průběhu let tu zastával různé pozice, včetně docenta, řádného profesora, a profesora virové onkologie a buněčné biologie Americké onkologické společnosti.

## Mládí a studia
Howard Temin se narodil židovským rodičům ve Filadelfii v Pensylvánii jako prostřední ze tří synů. Otec byl advokát a matka občanská aktivistka v oblasti vzdělávání. Howard se zajímal o biologii a během středoškolského studia na Central High School ve Filadelfii se každé prázdniny po čtyři roky zúčastnil letního studentského programu Jacksonovy laboratoře v Bar Harboru ve státě Maine, kde se seznámil s Davidem Baltimorem.
V roce 1955 získal bakalářský titul z biologie na Swarthmore College a nastoupil na postgraduální studium na Kalifornském technologickém institutu (Caltech). Ačkoli začínal s biologií, začal se více zajímat o virologii zvířat. Ve své doktorské práci v laboratoři Renata Dulbecca se zabýval virem Rousova sarkomu, který způsobuje rakovinu u kuřat. Zajímal se zejména o odhalení mechanismu, kterým virus způsobuje zhoubný proces v buňce.

## Vědecká kariéra
Po získání doktorátu v roce 1959 zůstal v Dulbeccově laboratoři ještě rok jako postdoktorand. Během této doby zjistil, že virus Rousova sarkomu, který je RNA virem a jeho vlastním genetickým materiálem je tedy RNA, má schopnost měnit DNA hostitelské buňky. Na základě těchto poznatků formuloval Temin svou provirovou teorii, která předpokládala, že RNA viry vstupují do buňky hostitele, vytvářejí zde vlastní kopie DNA, integrují se do genomu hostitele a tím přesměrují reprodukční aktivitu buňky a přemění ji na buňku rakovinnou. Buňka pak tuto DNA reprodukuje spolu se svou vlastní DNA, čímž  vznikají další rakovinné buňky. Tato teorie však byla v protikladu s obecně přijímaným pravidlem, že RNA nikdy nemůže zpětně ovlivnit a změnit strukturu DNA genu a že genetická informace se přenáší pouze jedním směrem, z DNA přes RNA k proteinu.
„V 70. letech 20. století byl biolog Howard Temin přesvědčen, že ve vědeckém chápání virů není něco v pořádku. Jeho kolegové ho odmítali jako kacíře. Ukázalo se, že měl pravdu.“
Malcolm Gladwell
V roce 1960 Temin přešel do laboratoře pro výzkum rakoviny na Wisconsinské univerzitě v Madisonu a pokračoval ve své práci. V roce 1964 se mu podařilo prokázat pravdivost své teorie. Buňky infikované virem Rousova sarkomu skutečně vykazují změny ve své DNA. V roce 1970  objevil enzym, reverzní transkriptázu, který je kódován virem a který umožňuje začlenění virové RNA do DNA v hostitelské buňce. To bylo v té době zcela neočekávané zjištění. Reverzní transkriptázu objevil nezávisle ve stejné době také David Baltimore na MIT. Zmíněný objev vedl v roce 1975 k ocenění obou vědců Nobelovou cenou, kterou získali společně se svým mentorem z Caltechu Renatem Dulbeccem. 
Temin měl po roce 1975 spoustu pracovních nabídek, jak už to u nobelistů bývá, ale v Madisonu se mu líbilo natolik, že tam zůstal celý život a v průběhu let tu zastával různé pozice, včetně docenta, řádného profesora, a profesora virové onkologie a buněčné biologie Americké onkologické společnosti. V posledních letech své kariéry se věnoval výzkumu lékové rezistence u retrovirů, která je velkým problémem při léčbě a vývoji vakcín proti AIDS. Nadále byl aktivní jako učitel, výzkumný pracovník a poradce Národního onkologického ústavu.

## Ocenění
Kromě Nobelovy ceny získal Temin řadu dalších ocenění, včetně devíti čestných titulů, Bertnerovy ceny, Ceny Alberta Laskera za základní lékařský výzkum a Národní medaile za vědu v roce 1992. V roce 1974 byl Temin zvolen do prestižní Národní akademie věd USA.

### Nobelova cena
Temin, Baltimore a jejich mentor na Caltechu Renato Dulbecco obdrželi v roce 1975 Nobelovu cenu za fyziologii a lékařství za objevy týkající se interakce mezi nádorovými viry a genetickým materiálem buňky. Teminovi bylo v té době 39 let.
V roce 1970 Temin a Baltimore nezávisle na sobě prokázali správnost Teminovy hypotézy, když identifikovali ve viru enzym reverzní transkriptázu, který v hostitelské buňce přepisuje virovou RNA do DNA. Tento objev znamenal, že obecně přijímané pravidlo, že genetická informace se přenáší pouze jedním směrem, z DNA do RNA, muselo být změněno. Své výsledky publikovali ve stejném čísle časopisu Nature v roce 1970. Temin tento enzym, který izoloval z kuřecího viru původně nazval RNA-dependentní DNA polymeráza. Enzym objevený Baltimorem pocházel z viru myší leukemie. Brzy se zjistilo, že reverzní transkriptázu obsahuje celá skupina virů nazvaných retroviry podle obráceného přenosu genetické informace, do které patří například virus HIV způsobující AIDS.

## Osobní život
Oženil se s Raylou Greenberg, která pracovala jako genetička na Wisconsinské univerzitě, a měli dvě dcery Sarah a Miriam. Každé ráno jezdil do laboratoře na kole po stezce Lakeshore Path, která vede podél jezera Mendota, a když napadl sníh, chodil pěšky. Temin, který byl celoživotní nekuřák a bojovník proti kouření, zemřel v roce 1994 na rakovinu plic.
V roce 1998 Wisconsinská univerzita přejmenovala stezku Lakeshore Path na Howard M. Temin Lakeshore Path.